# Sosa-gu

Sosa-gu es un distrito de la ciudad de Bucheon en Gyeonggi, Corea del Sur. 'Así' es un carácter chino que significa blanco y 'sa' significa arena. Hace muchos años, había muchas corrientes en esta región, por eso se llama así.

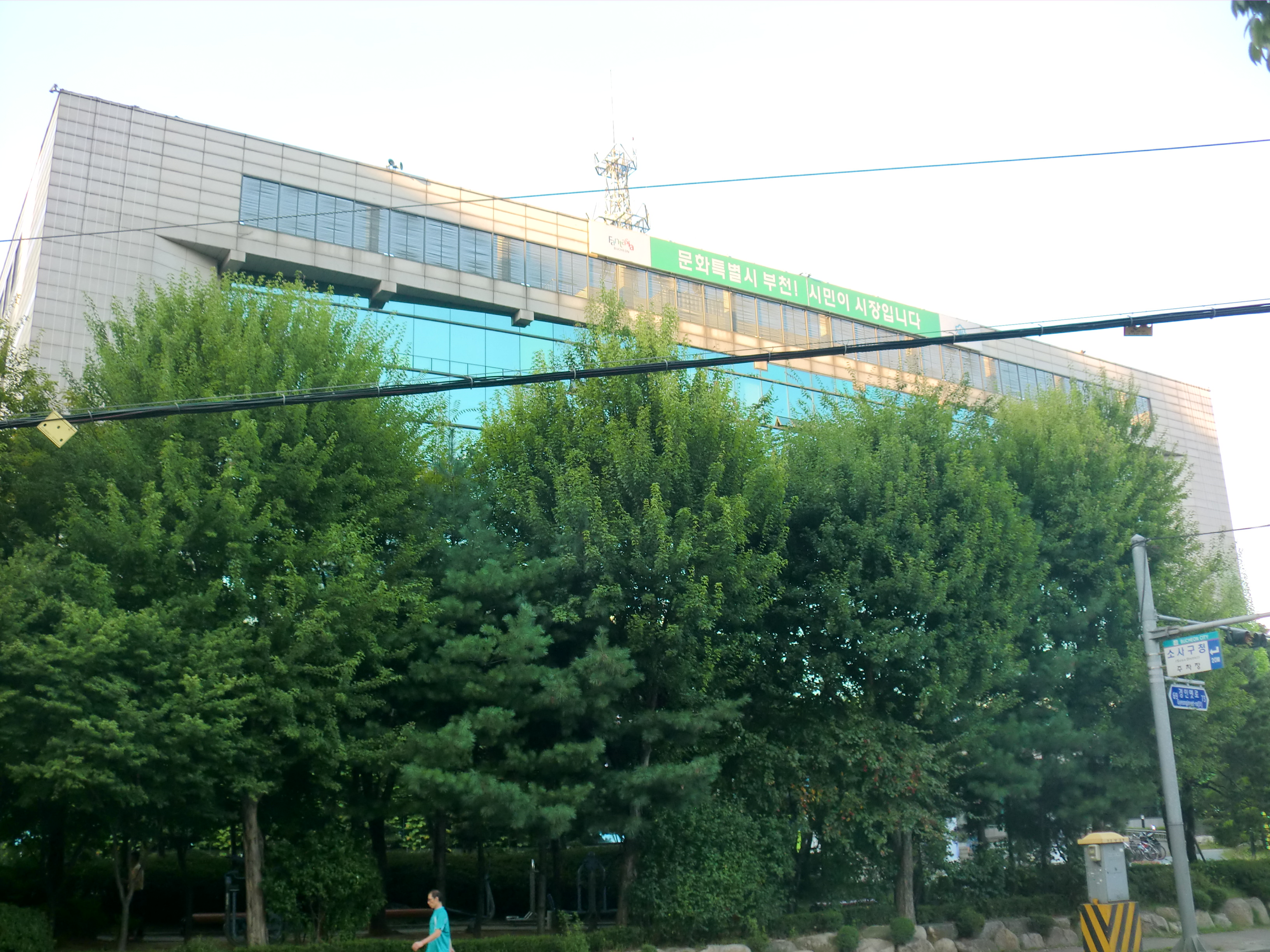
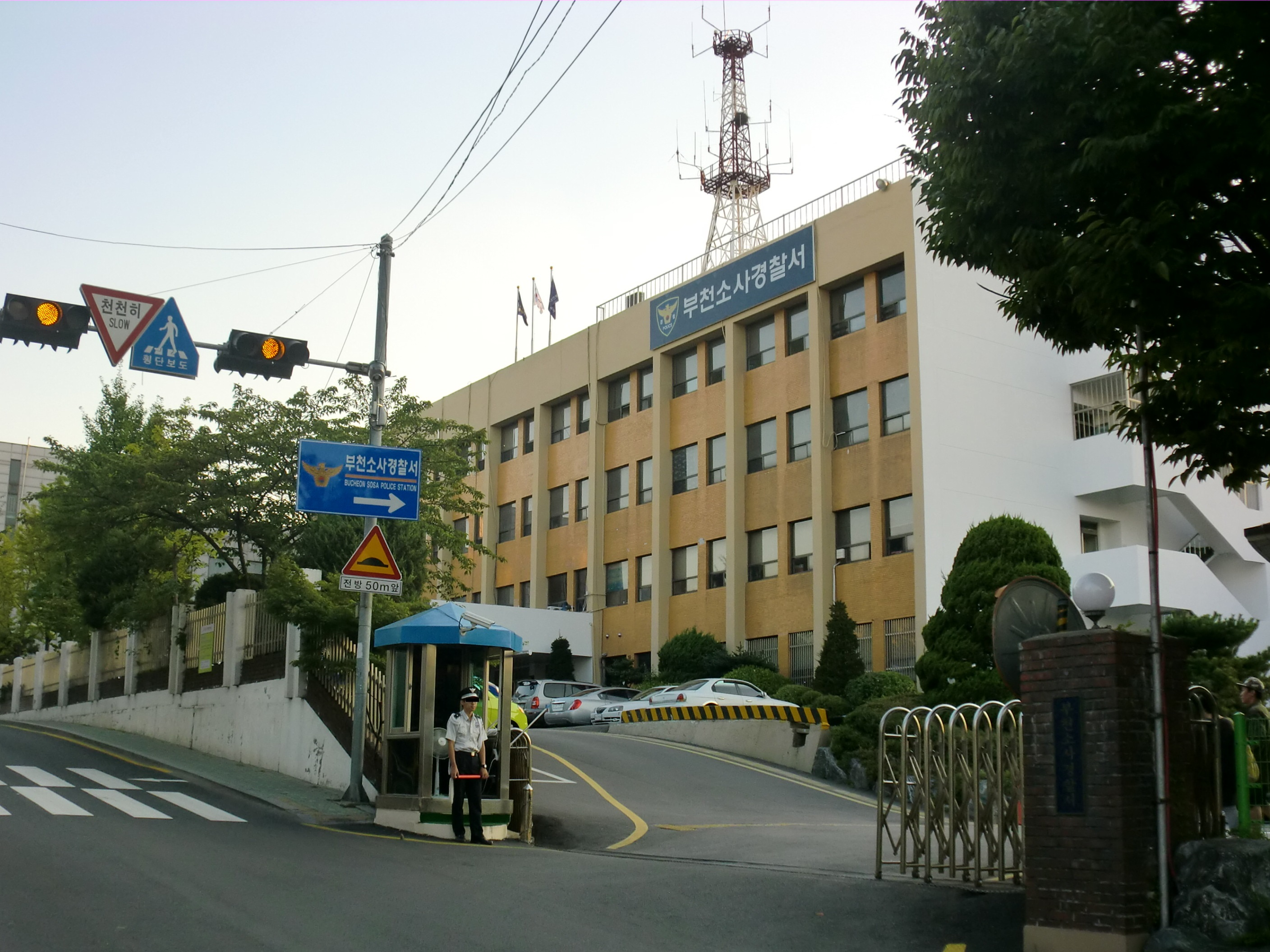
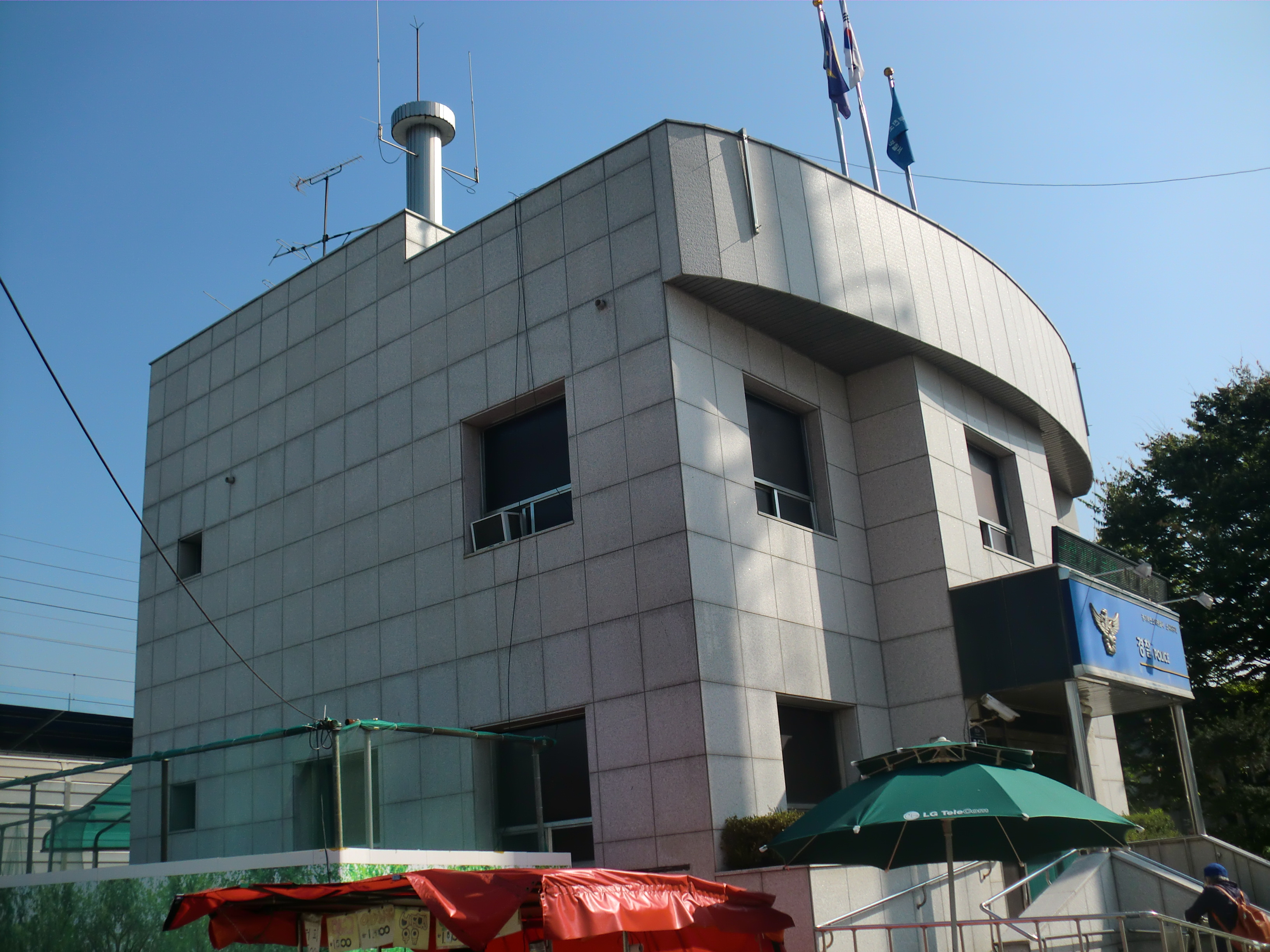

## Divisiones administrativas
Sosa-gu se divide en las siguientes dongs.
- Goean-dong
- Beombak-dong (Dividido a su vez en Beombak-dong, Gyesu-dong y Okgil-dong)
- Simgokbon-dong
- Simgokbon 1-dong
- Yeokgok 3-dong
- Sosabon 1 a 3 Dong
- Songnae 1 y 2 Dong